# Juan Toloza
Juan Andrés Toloza Cortés (El Salvador, Chile, 4 de mayo de 1985) es un futbolista chileno. Juega como mediocampista.

## Clubes
| Club                | País    | Año       |
| ------------------- | ------- | --------- |
| Cobresal            | Chile   | 2004      |
| Hosanna             | Chile   | 2005      |
| Deportes Copiapó    | Chile   | 2006-2007 |
| Coquimbo Unido      | Chile   | 2008      |
| Unión San Felipe    | Chile   | 2009-2010 |
| Brașov              | Rumania | 2011      |
| Colo-Colo           | Chile   | 2012      |
| Unión San Felipe    | Chile   | 2012      |
| San Marcos de Arica | Chile   | 2013      |
| Curicó Unido        | Chile   | 2013      |
| Unión San Felipe    | Chile   | 2014      |
| Deportes Copiapó    | Chile   | 2014-2016 |
| Deportes Vallenar   | Chile   | 2017-2019 |
| Meseta Azul         | Chile   | 2020      |
| Deportes Colina     | Chile   | 2021      |

## Títulos

### Nacionales
| Título                       | Club              | País  | Año    |
| ---------------------------- | ----------------- | ----- | ------ |
| Torneo de Clausura Primera B | Coquimbo Unido    | Chile | 2008-C |
| Torneo de Apertura Primera B | Unión San Felipe  | Chile | 2009-A |
| Primera B                    | Unión San Felipe  | Chile | 2009   |
| Copa Chile                   | Unión San Felipe  | Chile | 2009   |
| Segunda División Profesional | Deportes Vallenar | Chile | 2017   |